# Saccharum officinarum
Espèce
Saccharum officinarum est une espèce de plantes monocotylédones de la famille des Poaceae, sous-famille des Panicoideae, originaire du Sud-Est asiatique. Cette espèce est à l'origine de la plupart des cultivars de canne à sucre cultivés actuellement.
C'est une espèce cultivée (cultigène), inconnue à l'état sauvage, même si elle est naturalisée dans diverses régions du monde dont les États-Unis. Elle est en revanche cultivée intensivement.

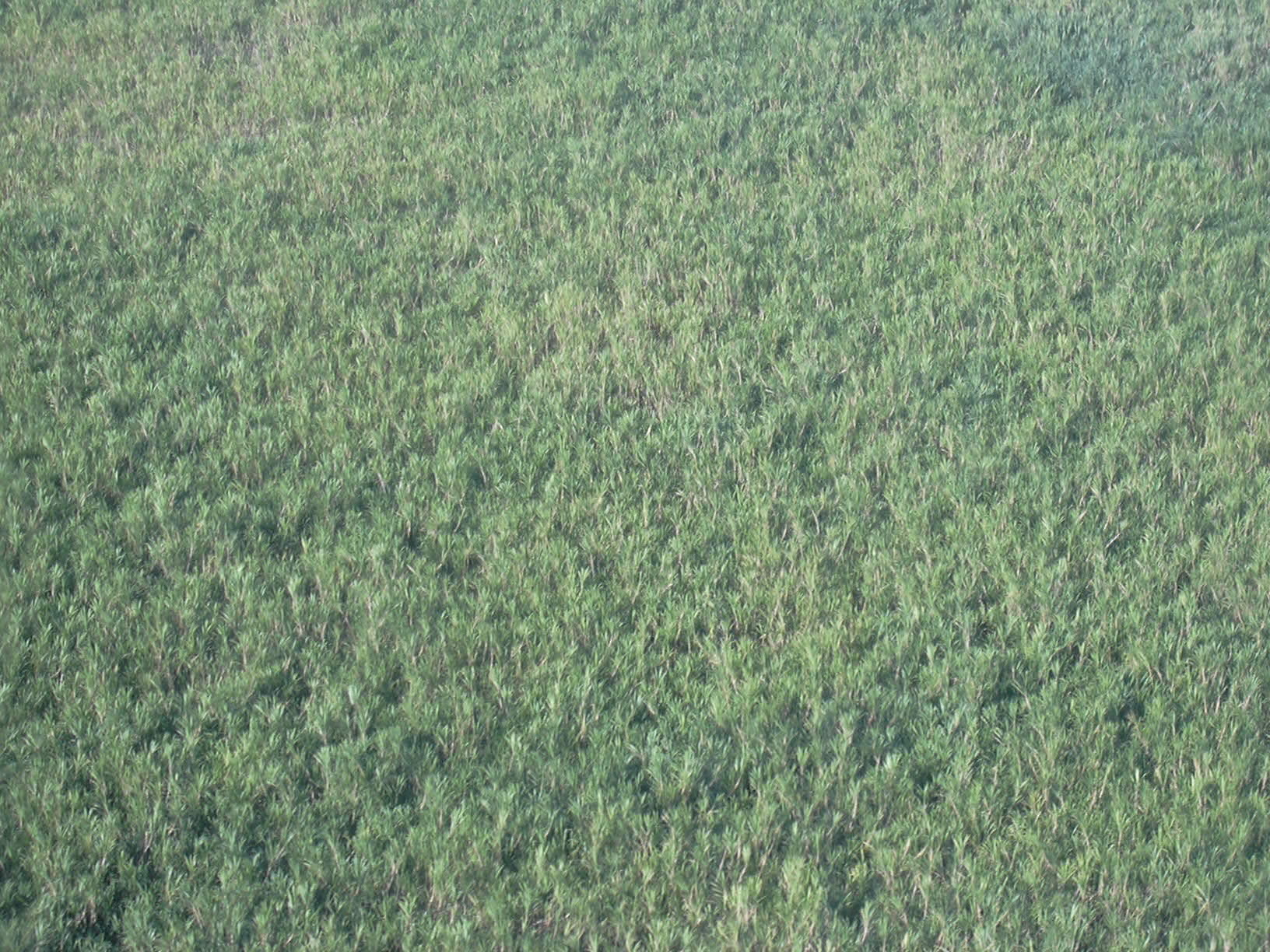
Plantation de Saccharum officinarum vue d'avion à Maui, Kihei (Hawaï).

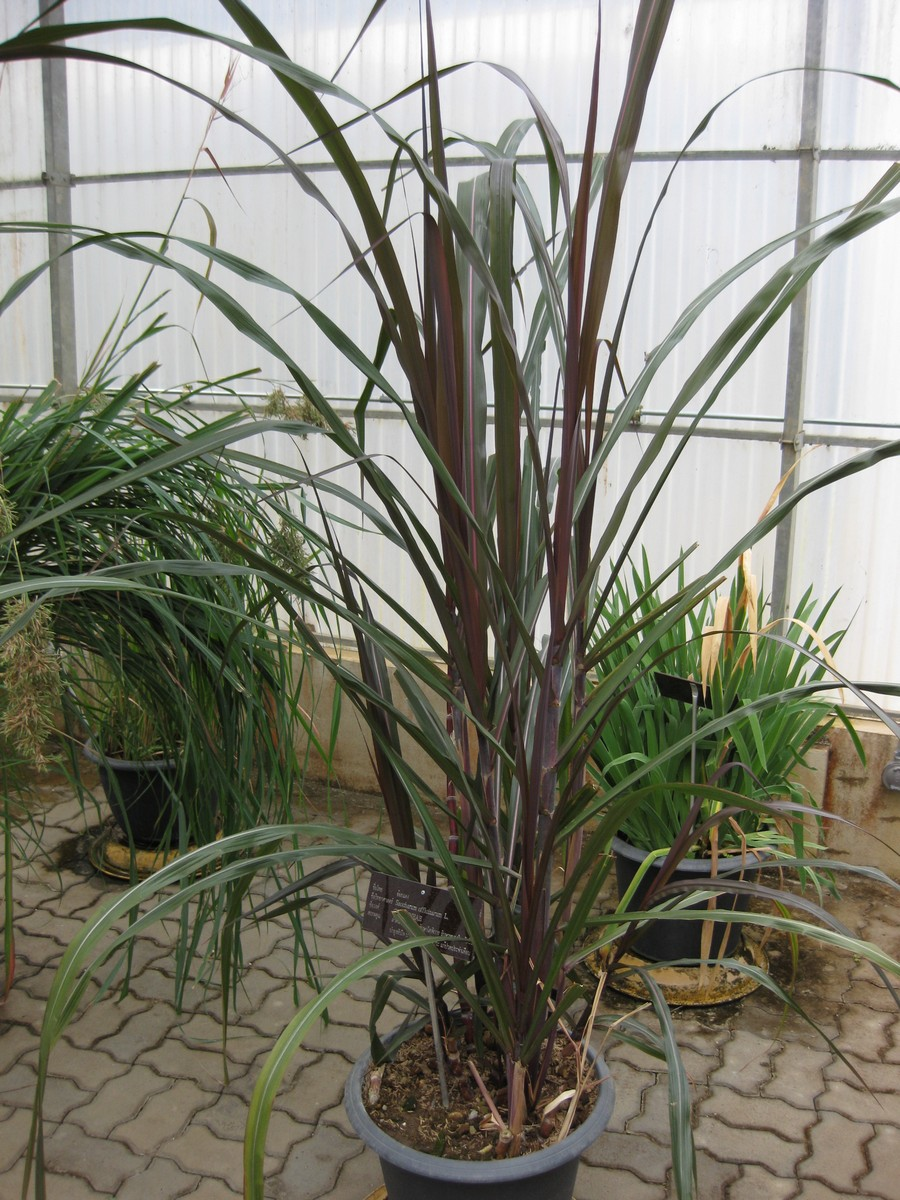
Saccharum officinarum cultivée en pot, Jardin botanique de la reine Sirikit, Thaïlande

## Liste des sous-espèces et variétés
Selon Tropicos (7 décembre 2017) (Attention liste brute contenant possiblement des synonymes) :
- sous-espèces : 
  - Saccharum officinarum subsp. barberi (Jeswiet) Burkill
  - Saccharum officinarum subsp. officinarum
  - Saccharum officinarum subsp. sinense (Roxb.) Burkill
- variétés :
  - Saccharum officinarum var. aegyptiacum Sickenb.
  - Saccharum officinarum var. brevipedicellatum Hack.
  - Saccharum officinarum var. calami Hassk.
  - Saccharum officinarum var. candelare Hassk.
  - Saccharum officinarum var. commune Kunth
  - Saccharum officinarum var. fumosum Hassk.
  - Saccharum officinarum var. giganteum Kunth
  - Saccharum officinarum var. jamaicense Sickenb.
  - Saccharum officinarum var. litteratum Hack.
  - Saccharum officinarum var. litteratum-breve Hassk.
  - Saccharum officinarum var. luridum Hassk.
  - Saccharum officinarum var. luteo-durum Hassk.
  - Saccharum officinarum var. luteo-molle Hassk.
  - Saccharum officinarum var. officinarum
  - Saccharum officinarum var. otaheitense Roem. & Schult.
  - Saccharum officinarum var. purpureum Kunth
  - Saccharum officinarum var. rubro-altum Hassk.
  - Saccharum officinarum var. rubro-humile Hassk.
- variété Saccharum officinarum var. tahitense Kunth
- variété Saccharum officinarum var. violaceum Pers.

## Usage

### Alimentaire
L'espèce est utilisée principalement pour la production de sucre, extrait du broyat des tiges de la plante

### Élevage
Elle produit un fourrage pour les animaux.

### Symbolique
Dans le culture kanak, les entre-nœuds de la canne à sucre représentent les grands jalons de la vie humaine. Les premiers échanges entre les familles de futurs époux sont souvent des morceaux de canne à sucre. On retrouve fréquemment la canne à sucre dans les dons coutumiers, avec le taro et l'igname.